# Top Liga 2025
Die Top Liga 2025 ist die 34. Spielzeit der höchsten kirgisischen Fußballliga. Organisiert wird die Liga durch den kirgisischen Fußballverband. Die Saison startete mit dem ersten Spieltag am 4. März 2025 und soll im November 2025 beendet sein. An dem Wettbewerb nehmen 14 Mannschaften teil.Titelverteidiger ist Abdish-Ata Kant.

## Teilnehmende Mannschaften
| Mannschaft             | Standort      | Stadion                              | Kapazität |
| ---------------------- | ------------- | ------------------------------------ | --------- |
| Abdish-Ata Kant        | Kant          | Stadion Sportkompleks Abdysh-Ata     | 3.000     |
| Alai Osch              | Osch          | Sujumbajew-Stadion                   | 11.200    |
| Alga Bischkek          | Bischkek      | Dolen-Omurzakov-Stadion              | 23.000    |
| Asiagoal Bischkek (N)  | Bischkek      | Dölön-Ömürsakow-Stadion              | 23.000    |
| FK Bars (N)            | Karakol       | Karakol Central Stadium              | 8.000     |
| FK Bischkek City (N)   | Bischkek      | Dölön-Ömürsakow-Stadion              | 23.000    |
| FK Dordoi Bischkek     | Bischkek      | Dolen-Omurzakov-Stadion              | 23.000    |
| Ilbirs Bischkek        | Bischkek      | Futboln'yi Centr FFKR                | 1.000     |
| FK Kyrgyzaltyn         | Karabalta     | Stadion Manas                        | 4.500     |
| Muras United FC        | Dschalal-Abad | Stadion Kurmanbek                    | 5.000     |
| FC Neftchi Kochkor-Ata | Kotschkor-Ata | Stadion Neftyannik Kochkor-Ata       | 5.000     |
| OshMU Aldier FC        | Osch          | Sujumbajew-Stadion                   | 5.000     |
| FK Ösgön (N)           | Ösgön         | Ahmatbek Suyumbayev atyndagy Stadion | 11.200    |
| FK Talant              | Kant          | Sport City Stadion                   | 2.000     |

## Ausländische Spieler
Stand: Saisonstart 2025
| Mannschaft             | Spieler 1          | Spieler 2           | Spieler 3          | Spieler 4              | Spieler 5           | Spieler 6         | Spieler 7          | Spieler 8        | Spieler 9          | Spieler 10         | Doppelte Staatsbürgerschaft                                                      | AFC-Spieler | Ehemalige Spieler                  |
| ---------------------- | ------------------ | ------------------- | ------------------ | ---------------------- | ------------------- | ----------------- | ------------------ | ---------------- | ------------------ | ------------------ | -------------------------------------------------------------------------------- | --- | ---------------------------------- |
| Abdish-Ata Kant        | Barreto            | Riquelme            | Haris Ibrišagić    | Ermin Imamović         | Harun Karić         | Muhammed Sanneh   | Williams Manji     | Danin Talović    | Mohamad Kdouh      |                    | Mykhaylo Kalugin                                                                 | Abdugani Kamolov |                                    |
| Alai Osch              | Ramin Ahmedov      | Ildar Alekperov     | Suliman Murtazaev  | Gabil Nurakhmedov      | Roman Jalowenko     | Oleksiy Zinkevych |                    |                  |                    |                    | Eltay Myrzaev                                                                    | Ismoil Abdurakhmonov Sarvar Ablaev Jamshid Kobulov Ildar Mamatkazin Mirzokhid Mamatkhonov Nuriddin Nuriddinov Mukhammadali Tursunov | Arsen Dzhioev                      |
| Alga Bischkek          | Dmitri Stajila     | Islam Badalov       | Vitaliy Pryndeta   | Vladyslav Prylyopa     |                     |                   |                    |                  |                    |                    |                                                                                  | |                                    |
| Asiagoal Bischkek      |                    |                     |                    |                        |                     |                   |                    |                  |                    |                    |                                                                                  | Azamat Maksumov Timur Nabiev |                                    |
| FK Bars                | Aleksey Abramov    | Vsevolod Ermakov    | Rustam Chalnasarow | Timofey Kostenko       | Bogdan Logachev     | Nikita Lysenko    | Grigoriy Minosyan  | Aleksey Solovjev | Dmitri Velikorodny | Vitali Zaprudskikh | Marsel Islamkulov Valeriy Kichin Magamed Uzdenov Argen Zhumataev Nikolay Davydov | |                                    |
| FK Bischkek City       | Alemão             | Celso               | Cristiano          | Julinho                | Taylon              | Flodyn Baloki     | Igor Gubanov       | Ivan Solovyov    | Mykyta Peterman    |                    | Artem Pryadkin Edgar Bernhardt Anton Zemlyanukhin Raul Dzhalilov                 | |                                    |
| FK Dordoi Bischkek     | Pape Lo            | Luka Đorđević       | Aleksa Mrdja       | Vladyslav Kobylyanskyi | Oleksiy Lobov       | Yuriy Senytskyi   | Volodymyr Zaimenko |                  |                    |                    | Kimi Merk Islam Yunusov Adil Kadyrzhanov Aleksandr Mishchenko                    | |                                    |
| Ilbirs Bischkek        | Sauveur Mbaibe     | Mykhaylo Gotra      | Nazar Vyzdryk      |                        |                     |                   |                    |                  |                    |                    |                                                                                  | Dadakhon Yusupov |                                    |
| FK Kyrgyzaltyn         | Andrey Popoviç     | Temirbek Darmenov   | Yevgen Chumak      | Andriy Amonov          | Aleksandr Chizh     |                   |                    |                  |                    |                    |                                                                                  | |                                    |
| Muras United FC        | Dmitriy Nagiyev    | Denis Yaskovich     | Charbel Gomez      | Artem Bilyi            | Igor Gonchar        | Glib Grachov      | Orest Kostyk       | Sergiy Kulynych  | Oleg Marchuk       | Yuriy Mate         | Avtandil Duyshoev                                                                | Azizbek Koshibkhonov |                                    |
| FC Neftchi Kochkor-Ata | Sanzhar Abduvaitov | Aleksey Kostyuk     | Mark Krasnov       | Aleksei Kozlov         |                     |                   |                    |                  |                    |                    |                                                                                  | Farkhod Mirakhmatov Sirozhiddin Bashriddinov Shokhrukh Abdumannopov                                                                 |                                    |
| OshMU Aldier FC        | Dmitriy Zinovich   | Pedro               | Richard            | Arman Altaev           | Mikhail Gubanov     |                   |                    |                  |                    |                    |                                                                                  | Khushnud Bozorov Jasurbek Umrzokov Shukurjon Rustamjonov Diyorbek Jaloliddinov Bekhruz Shodmonov Maradona Safarov                   | Yaroslav Shatalin Rustam Kuchkorov |
| FK Ösgön               | César Benavides    | Ethan Lizalda       | Maksym Potopalskyi | Ivan Zotko             |                     |                   |                    |                  |                    |                    | Anton Fedyunin                                                                   | Mikhail Titov Islam Abdullaev Jakhongir Kushokov Javokhir Sokhibov                                                                  |                                    |
| FK Talant              | Valeriy Murzakov   | Mikhail Ponomarenko | Monir Abdeselam    | Maksym Parshykov       | Yaroslav Shapovalov |                   |                    |                  |                    |                    | Anton Polev                                                                      | Ulugbek Sharipov Nurmukhammad Toshpulatov                                                                                           |                                    |

## Tabelle
Stand: 25. April 2025
| Pl. | Verein                 | Sp. | S | U | N | Tore    | Diff. | Punkte |
| --- | ---------------------- | --- | - | - | - | ------- | ----- | ------ |
| 1.  | Muras United FC        | 6   | 5 | 1 | 0 | 013:200 | +11   | 16     |
| 2.  | FK Dordoi Bischkek     | 6   | 5 | 1 | 0 | 012:400 | +8    | 16     |
| 3.  | Alai Osch              | 6   | 5 | 0 | 1 | 008:300 | +5    | 15     |
| 4.  | Abdish-Ata Kant (M)    | 6   | 4 | 0 | 2 | 006:500 | +1    | 12     |
| 5.  | FK Bars (N)            | 6   | 3 | 2 | 1 | 006:500 | +1    | 11     |
| 6.  | FC Neftchi Kochkor-Ata | 6   | 3 | 1 | 2 | 013:700 | +6    | 10     |
| 7.  | FK Kyrgyzaltyn         | 6   | 3 | 0 | 3 | 007:900 | −2    | 09     |
| 8.  | Ilbirs Bischkek        | 6   | 2 | 2 | 2 | 005:700 | −2    | 08     |
| 9.  | OshMU Aldier FC        | 6   | 1 | 2 | 3 | 005:900 | −4    | 05     |
| 10. | FK Talant              | 6   | 1 | 2 | 3 | 008:900 | −1    | 05     |
| 11. | FK Ösgön (N)           | 6   | 1 | 2 | 3 | 005:600 | −1    | 05     |
| 12. | FK Bischkek City (N)   | 6   | 1 | 0 | 5 | 006:110 | −5    | 03     |
| 13. | Asiagoal Bischkek (N)  | 6   | 0 | 2 | 4 | 003:110 | −8    | 02     |
| 14. | Alga Bischkek          | 6   | 0 | 1 | 5 | 005:140 | −9    | 01     |

| Zum Saisonende 2025:                                                                                |
| Meister und Qualifikation für die Gruppenphase des AFC Challenge League Abstieg in die Perwaja Liga |

| Zum Saisonende 2024: |                                           |
| (M)                  | Amtierender Meister 2024: Abdish-Ata Kant |